# Ambassis miops
Ambassis miops és una espècie de peix pertanyent a la família dels ambàssids.

## Descripció
- Fa 10,3 cm de llargària màxima.
- 8 espines i 9-10 radis tous a l'aleta dorsal.
- 3 espines i 9-10 radis tous a l'aleta anal.[2][3]

## Hàbitat
És un peix d'aigua dolça, salabrosa i marina; amfídrom; demersal i de clima tropical (5°N-23°S).

## Distribució geogràfica
Es troba des de l'Índia fins a Nova Guinea, Nova Guinea, Nova Caledònia, les illes Ryukyu i Samoa.

## Observacions
És inofensiu per als humans.